# Franz Lafer
Franz Lafer (* 15. Februar 1958 in Feldbach) ist ein österreichischer Gendarmeriebeamter und Politiker (BZÖ, früher FPÖ). Lafer war von 1994 bis 1999 Abgeordneter zum Österreichischen Nationalrat.

## Leben und Beruf
Lafer besuchte von 1964 bis 1968 die Volksschule in Feldbach und im Anschluss bis 1972 die örtliche Hauptschule. Nach der Handelsschule Feldbach zwischen 1972 und 1973 absolvierte Lafer bis 1976 eine kaufmännische Lehre in Feldbach und leistete 1977 den Präsenzdienst ab. Lafer war von 1976 bis 1978 kaufmännischer Angestellter und ab 1978 Gendarmeriebeamter. Er betrieb zuletzt unter der F. Lafer GmbH einen Supermarkt und ein Dorfstüberl, die jedoch 2008 schließen mussten.

## Politik
Lafer war seit 1995 Gemeinderat in Feldbach und zuletzt bis 2008 Vertreter der Liste Franz Lafer – Die Unabhängigen im Feldbacher Gemeinderat. Nachdem er für sein Unternehmen keine Gemeindeförderung erhalten hatte, gab Lafer im November 2008 sein Gemeinderatsmandat zurück. Lafer war ab 1994 Bezirksparteiobmann-Stellvertreter der FPÖ Feldbach und wirkte zudem ab 1993 als Landesvorsitzender der AUF-Steiermark. Zwischen dem 7. November 1994 und dem 28. Oktober 1999 vertrat er die FPÖ im Nationalrat. 
Von 2000 bis 2005 saß er im Steiermärkischen Landtag. Dort fungierte er von 2000 bis 2002 als FPÖ-Klubobmann. Im Zuge der Parteispaltung trat er zum BZÖ über und war für selbige 2005 Klubobmann im Steiermärkischen Landtag. Lafer ist Mitglied im Bündnisteam Steiermark des BZÖ.